# Vitali Baranov
Vitali Baranov (Oekraïens: Віталій Баранов) (Charkov, 18 januari 1975) is een Oekraïens voormalig kunstrijder.
Baranov werd geboren in Oekraïne waar hij als kind van vijf begon met kunstschaatsen. Hij kwam uit voor zijn geboorteland als ijsdanser samen met Olga Mudrak. In 1998 verhuisde hij naar Engeland waar hij samen met de Engelse schaatser Marika Humphreys in 2001 en 2002 Brits Kampioen bij het ijsdansen werd. In 1999 trouwden zij. Ook deed hij met haar mee aan de Olympische Winterspelen van 2002 te Salt Lake City  bij het ijsdansen.
In 2006 werd hij ook in Nederland en Vlaanderen bekend doordat hij samen met Froukje de Both de tweede plaats behaalde bij het televisieprogramma "Dancing on Ice".

## Belangrijke resultaten
| Kampioenschap           | 2001 | 2002 | 2003 | 2004  |
| ----------------------- | ---- | ---- | ---- | ----- |
| Olympische Spelen       |      | 15e  |      |       |
| Wereldkampioenschap     | 16e  | 14e  |      |       |
| Europees Kampioenschap  | 12e  | 11e  |      |       |
| Nationaal Kampioenschap | Goud | Goud |      | Brons |